# Liste der meistverkauften durch die IFPI zertifizierten Musikalben in Österreich

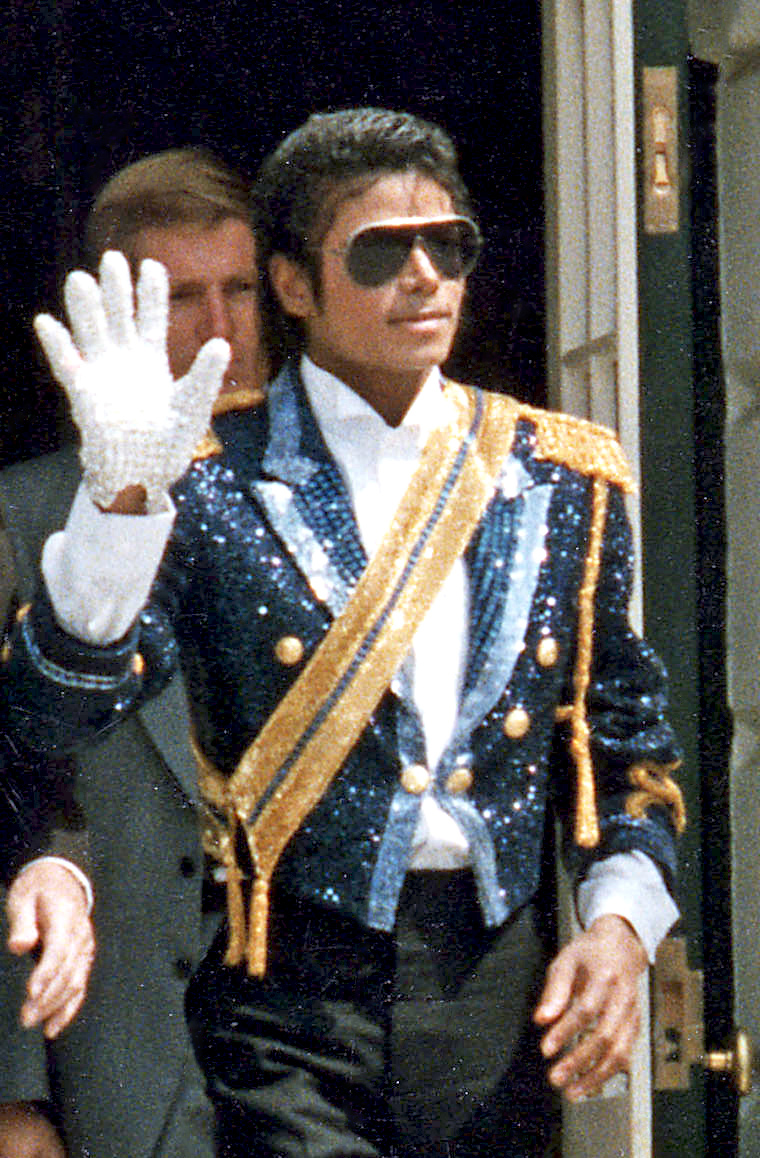
Michael Jackson (1984)

Die Liste der meistverkauften durch die IFPI zertifizierten Musikalben in Österreich ist eine Übersicht aller Musikalben, die in Österreich Gold- und Platinauszeichnungen der IFPI Austria für über 150.000 verkaufte Exemplare erhalten haben. Das erfolgreichste ausgezeichnete Werk stammt vom US-amerikanischen Musiker Michael Jackson, dessen sechstes Studioalbum Thriller für 400.000 Einheiten mit 8-mal-Platin ausgezeichnet wurde. Die erfolgreichsten Werke heimischer Künstler sind Geld oder Leben! (Erste Allgemeine Verunsicherung) und Grenzenlos (S.T.S.), mit jeweils 250.000 Einheiten. Seit der Einführung von Tonträgerauszeichnungen der IFPI Austria im Jahr 1986 wurden 32 Alben für mehr als 150.000 Einheiten ausgezeichnet.

## Verleihungsgrenzen der Tonträgerauszeichnungen
| Auszeichnung | bis 31. Dezember 2000 | bis 31. Dezember 2002 | bis 31. Dezember 2006 | bis 31. Dezember 2012 | seit 1. Januar 2013 |
| ------------ | --------------------- | --------------------- | --------------------- | --------------------- | ------------------- |
| Gold         | 25.000                | 20.000                | 15.000                | 10.000                | 7.500               |
| Platin       | 50.000                | 40.000                | 30.000                | 20.000                | 15.000              |
| 2 × Platin   | 100.000               | 80.000                | 60.000                | 40.000                | 30.000              |
| …            |                       |                       |                       |                       |                     |

## Alben geordnet nach zertifizierten Tonträgerverkäufen
- Rang: gibt die Reihenfolge der Musikalben wieder. Diese wird durch die Höhe der „zertifizierten Verkäufe“ bestimmt.
- Jahr VÖ: das Jahr, in dem das Musikalbum erstmals veröffentlicht wurde.
- Jahr Ausz.: das Jahr, in dem letztmals eine Gold- und Platinauszeichnung erfolgte.
- Titel: gibt den Titel des Musikalbums wieder.
- Art: gibt an, um welche Art Musikalbum es sich handelt:
  - Coveralbum (Co.)
  - Kompilation (Ko.)
  - Konzeptalbum (Ka.)
  - Soundtrack (So.)
  - Studioalbum (St.)
- Interpret: gibt wieder, welche Interpreten an dem Musikalbum beteiligt sind.
- Auszeichnung: gibt die Höchstauszeichnung der verliehenen Gold- und Platinauszeichnungen wieder.
- Zertifizierte Verkäufe: gibt die Verleihungsgrenze der „Auszeichnungen“ wieder.

| #  | Jahr VÖ | Jahr Ausz. | Titel                                    | Art | Interpret                                  | Auszeichnung | Zertifizierte Verkäufe |
| -- | ------- | ---------- | ---------------------------------------- | --- | ------------------------------------------ | ------------ | ---------------------- |
| 1  | 1982    | 2008       | Thriller                                 | St. | Michael Jackson                            | 8× Platin    | 400.000                |
| 2  | 2002    | 2004       | Mensch                                   | St. | Herbert Grönemeyer                         | 8× Platin    | 320.000                |
| 3  | 2013    | 2016       | Farbenspiel                              | St. | Helene Fischer                             | 18× Platin   | 270.000                |
| 4  | 1985    | 1990       | Geld oder Leben!                         | St. | Erste Allgemeine Verunsicherung            | 5× Platin    | 250.000                |
| 4  | 1985    | 2013       | Grenzenlos                               | St. | S.T.S.                                     | 5× Platin    | 250.000                |
| 6  | 2001    | 2013       | Best Of                                  | Ko. | Andrea Berg                                | 6× Platin    | 210.000                |
| 7  | 2006    | 2013       | Back to Black                            | St. | Amy Winehouse                              | 7× Platin    | 200.000                |
| 7  | 1991    | 2000       | Greatest Hits                            | Ko. | Queen                                      | 4× Platin    | 200.000                |
| 7  | 1985    | 1994       | Brothers in Arms                         | St. | Dire Straits                               | 4× Platin    | 200.000                |
| 7  | 1990    | 1994       | Neppomuk’s Rache                         | St. | Erste Allgemeine Verunsicherung            | 4× Platin    | 200.000                |
| 7  | 1991    | 1997       | Dangerous                                | St. | Michael Jackson                            | 4× Platin    | 200.000                |
| 7  | 1991    | 1997       | Greatest Hits II                         | Ko. | Queen                                      | 4× Platin    | 200.000                |
| 7  | 1992    | 1994       | Aufgeigen stått niederschiassen          | St. | Hubert von Goisern                         | 4× Platin    | 200.000                |
| 7  | 1992    | 2002       | The Bodyguard: Original Soundtrack Album | So. | Whitney Houston / Verschiedene Interpreten | 4× Platin    | 200.000                |
| 15 | 2001    | 2002       | Swing When You’re Winning                | Co. | Robbie Williams                            | 4× Platin    | 160.000                |
| 15 | 2002    | 2004       | Escapology                               | St. | Robbie Williams                            | 4× Platin    | 160.000                |
| 15 | 2010    | 2015       | Herzwerk                                 | St. | Andreas Gabalier                           | 4× Platin    | 160.000                |
| 15 | 2011    | 2014       | Volks-Rock‘n’Roller                      | St. | Andreas Gabalier                           | 4× Platin    | 160.000                |
| 19 | 1973    | 1997       | 1962–1966                                | Ko. | The Beatles                                | 3× Platin    | 150.000                |
| 19 | 1973    | 1997       | 1967–1970                                | Ko. | The Beatles                                | 3× Platin    | 150.000                |
| 19 | 1989    | 1994       | Foreign Affair                           | St. | Tina Turner                                | 3× Platin    | 150.000                |
| 19 | 1990    | 1992       | Feuer im ewigen Eis                      | St. | Kastelruther Spatzen                       | 3× Platin    | 150.000                |
| 19 | 1990    | 1995       | The Very Best of Elton John              | Ko. | Elton John                                 | 3× Platin    | 150.000                |
| 19 | 1991    | 1995       | Joyride                                  | St. | Roxette                                    | 3× Platin    | 150.000                |
| 19 | 1991    | 1994       | ABBA Gold – Greatest Hits                | Ko. | ABBA                                       | 3× Platin    | 150.000                |
| 19 | 1993    | 1995       | Darum lieb’ ich Dich                     | St. | Brunner & Brunner                          | 3× Platin    | 150.000                |
| 19 | 1994    | 1996       | Cross Road                               | Ko. | Bon Jovi                                   | 3× Platin    | 150.000                |
| 19 | 1995    | 1997       | Tekkno ist Cool – Vol. 1                 | Ka. | Die Schlümpfe                              | 3× Platin    | 150.000                |
| 19 | 1996    | 1998       | Backstreet Boys                          | St. | Backstreet Boys                            | 3× Platin    | 150.000                |
| 19 | 1996    | 1997       | Dove c’è musica                          | St. | Eros Ramazzotti                            | 3× Platin    | 150.000                |
| 19 | 1999    | 2001       | L’amour toujours                         | St. | Gigi D’Agostino                            | 3× Platin    | 150.000                |
| 19 | 2000    | 2001       | 1                                        | Ko. | The Beatles                                | 3× Platin    | 150.000                |